# غوسيك (دير)
يقع غوسيك دير، الذي بني على أساس قلعة، وكذلك كروم ديشانتينبرغ في بلدية غوسيك في ساكسونيا أنهالت في ألمانيا. وقد اقترحت ألمانيا إدراجها في قائمة التراث العالمي. ترشيح التراث العالمي كاتدرائية ناومبورغ والمناظر الطبيعية الثقافية العالية في العصور الوسطى من نهري سالي و انسترت هو ممثل للعمليات التي شكلت القارة خلال العصور الوسطى العالية بين 1000 و1300: التّنصير، ما يسمى «لاند يساسبو» وديناميات التبادل الثقافي ونقل سمة لهذه الفترة بالذات.

## ترشيح التراث العالمي
تعتبر غوسيك ومزارع الكروم الخاصة بها أحد المكونات الإحدى عشر للمشهد الثقافي كاتدرائية ناومبورغ والمنظر الثقافي العالمي في العصور الوسطى لنهري سالي و انسترت. جنبا إلى جنب مع الميزات الزراعية على المنحدرات الشمالية من سالي والمحاجر من الحجر الرملي المستخدمة في بناء الدير، تنقل هذه المجموعة الأشكال المختلفة لاستخدام الأراضي في هياكل الدير في العصور الوسطى.

## تاريخ
كانت قلعة غوسيك جزءًا من شبكة من القلاع الفرنجية على نهر سالي. وقد تأسست حوالي عام 800. كانت تهم غوسيك واحدة من أنبل العائلات الأرستقراطية للإمبراطورية في القرنين العاشر والحادي عشر. الكونت فريدريك الأول من غوسيك كان مركز سلطته في غوسيك. في عام 1041 ، أسس أدلبرت (رئيس أساقفة هامبورغ - بريمن عام 1043) ديرًا بنديكتينيًا في الجزء الشرقي من قلعة غوسيك النبيلة. أقيم الوزير عام 1046.

## موقع
ويقع على بعد 9 كيلومترات شمال شرق ناومبورغ عبر وادي سالي على الضفة المقابلة. هذا الدير من القرن الحادي عشر هو بنية محفوظة وموثقة من العصور الوسطى العالية. تم بناؤه ليكون مرئيًا من بعيد، ويقدم خطوط رؤية لمعظم المعالم الأثرية في المناطق المرشحة.

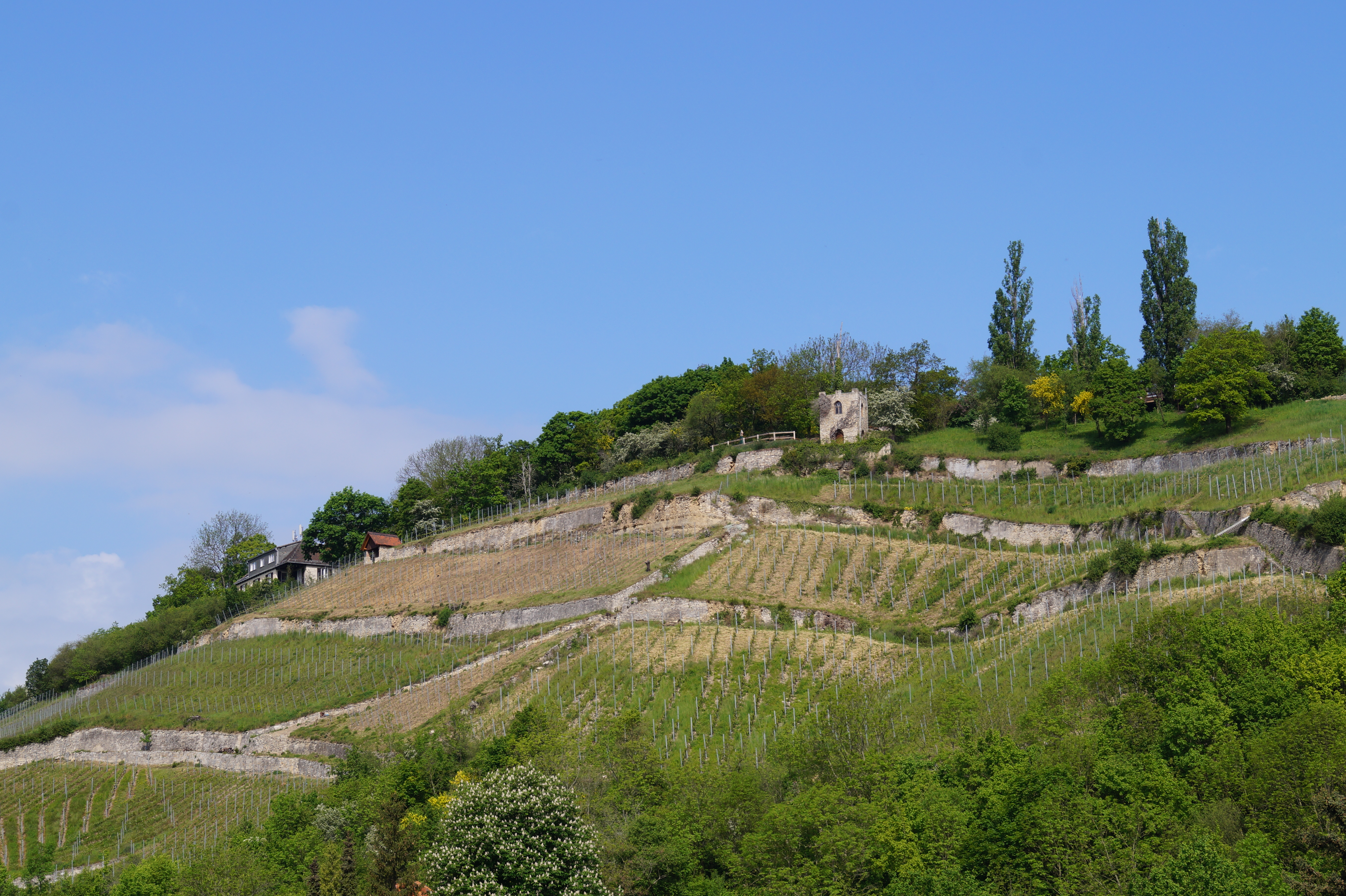
كرم العنب

## هندسة معمارية
يعرض سرداب وجوقة كنيسة الدير أفضل ما في العمارة الساليانية. غوسيك هو مثال على تحويل مقعد العائلة النبيلة الوراثي إلى دير مع المهام التذكارية الأسرية.

## زراعة الكروم
يعود تاريخ كروم العنب المدرج أسفل الموقع إلى عام 1093 في سجلات البينديكتين بدير غوسيك. هو أقدم كرم في الاستخدام المستمر في المنطقة المرشحة. تتعرض كروم ديشانتينبرغ إلى الجنوب.

## اليوم
حوالي عام 1540، كان الدير علمانياً. منذ عام 1997، يمتلك «المؤسسة الوطنية غوسيك قبة أوندي شلوسر ساكسن-أنهالت»، وهي مؤسسة الدولة التي وهبتها دولة ساكسونيا أنهالت. واليوم، يوجد في غوسيك مركز أوروبي للموسيقى والثقافة («Europäisches Musik أو أو كلتورزنتورم») ويقدم مجموعة من الأنشطة الثقافية.

## الروابط الخارجية
- Video of the cultural landscape of Naumburg